# Montaldo Torinese
Montaldo Torinese là một đô thị ở tỉnh Torino trong vùng Piedmont, có vị trí cách khoảng 12 km về phía đông của Torino. Tại thời điểm ngày 31 tháng 12 năm 2004, đô thị này có dân số 642 người và diện tích là 4,7 km².
Montaldo Torinese giáp các đô thị: Gassino Torinese, Sciolze, Marentino, Pavarolo, Chieri, và Andezeno.